# Aurihidrargyrumita
L'aurihidrargyrumita és un mineral de la classe dels elements natius.

## Característiques
L'aurihidrargyrumita és una amalgama de fórmula química Au₆Hg₅. Va ser aprovada com a espècie vàlida per l'Associació Mineralògica Internacional l'any 2017. Cristal·litza en el sistema hexagonal. Es coneix un anàleg sintètic d'aquesta espècie. L'exemplar que va servir per a determinar l'espècie, el que es coneix com a material tipus, es troba dipositat a les col·leccions mineralògiques del Museu Nacional de la Natura i de la Ciència del Japó, que es troba a la localitat de Tsukuba, amb el número de registre NSM-45047.

## Formació i jaciments
Va ser descoberta a Iyoki, Uchiko, a la ciutat d'Ouzu, localitat que pertany a la prefectura d'Ehime (Illa de Shikoku, Japó). Es tracta de l'únic indret on ha estat trobada aquesta espècie mineral.